# Газорідинна хроматографія
Га́зоріди́нна хроматогра́фія (рос. газожидкостная хроматография, англ. gas-liquid chromatography, нім. Gasflüssigkeits-Chromatographie f) — метод розділення й аналізу сумішей газо- або пароподібних речовин, оснований на їх різній розчинності в тонкому шарі рідини, нанесеної на твердий носій.
Метод газорідинної хроматографії запропонували англійські вчені А. Джеймс і А. Мартін 1952 року.
Відносна похибка визначень коливається від 2 до 5 %.
Газорідинну хроматографію широко застосовують для аналізу газів, рідин і твердих речовин.